# Projet Banlieue
 (juin 2022).
Si vous disposez d'ouvrages ou d'articles de référence ou si vous connaissez des sites web de qualité traitant du thème abordé ici, merci de compléter l'article en donnant les références utiles à sa vérifiabilité et en les liant à la section « Notes et références ».
Pour plus de détails, voir Fiche technique et Distribution.
Projet Banlieue est un documentaire québécois du collectif Consientia réalisé en 2005. Il s'agit d'une étude sociologique du mode de vie nord-américain, quoique ciblant précisément la banlieue.

## Synopsis
Voici un tour d'horizon complet de la banlieue québécoise : son histoire, sa réalité économique, son rôle dans la société de consommation, sa place dans la nature et son impact sur l'âme humaine. Abordant les thèmes complexes de la fiscalité, du rêve américain, de l'environnement et les rapports humains, Projet Banlieue jette un regard critique sur notre imaginaire et nos comportements. Plusieurs sociologues, une urbaniste, un physicien, un curé, un maire, un promoteur, un courtier immobilier, un directeur de centre économique et nombre de banlieusards tentent de définir le concept.

## Pourquoi la banlieue?
La rive-nord de Montréal connaît une expansion phénoménale. Habitant respectivement Mascouche et Terrebonne et voyant le boom du concept banlieue dans Lanaudière, les réalisateurs se posent des questions concernant ce modèle de développement : pourquoi ce genre de développement semble pareil partout ? Pourquoi autant de méga-centres si près les uns des autres ? Pourquoi tant d'automobiles ? Pourquoi les gens sont si atomisés ? Où est donc passée la famille, les amis, la communauté, les projets collectifs, nos espaces naturels ? Quand on y pense bien, il est faux de dire que ça va bien ! Matériellement, ça va pour le mieux, c'est le moins que l'on puisse dire ; par contre, notre humanisme et notre intelligence en prennent un coup ! Faut-il redéfinir notre mode de vie ?

## Contexte de réalisation
Pour Lanaudière, il s'agit du premier long métrage documentaire d'opinion sociale réalisé par des cinéastes régionaux. Le film a été réalisé avec des moyens techniques limités entre juin et octobre 2005. Il fut entièrement tourné en vidéo numérique haute définition (HD) et monté sur des ordinateurs maison, grâce à une petite subvention de 13 502 $ du Conseil des arts et des lettres du Québec. Un projet de cette envergure nécessite habituellement des sommes jouant dans les 100 000 $ et plus. La production du film est donc, de long en large, un plaidoyer en faveur de la révolution numérique.

## Le collectif Consientia
Projet Banlieue est réalisé par Alexis Côté, Martin L'Écuyer et Louis-Paul Legault, trois jeunes cinéastes réunis sous le collectif Consientia. Ce collectif a comme mission de produire des œuvres provoquant le débat social.

## Licence publique Creative Commons
Autre particularité, ce film est libre de droit. Ayant utilisé indirectement les taxes des contribuables, les cinéastes ont jugé plus éthique de mettre l'œuvre sous une licence juridique prônant le partage et non la rentabilité. Une licence Creative Commons permet à quiconque de reproduire, distribuer et communiquer Projet Banlieue au domaine public. Par contre, personne ne peut s'en servir à des fins commerciales.
Licence Creative Commons : Paternité - Pas d'Utilisation Commerciale - Pas de Modification 2.0 Canada

## En savoir plus...